# Entelecara tanikawai
Entelecara tanikawai là một loài nhện trong họ Linyphiidae.
Loài này thuộc chi Entelecara. Entelecara tanikawai được Tazoe miêu tả năm 1993.

## Hình ảnh

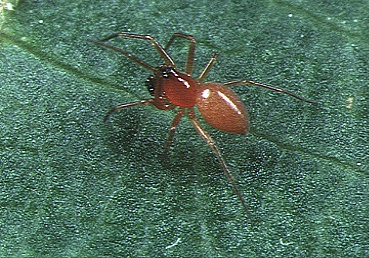